# Ronde van Slovenië
De Ronde van Slovenië (Sloveens: "Dirka po Sloveniji") is een wielerwedstrijd in Slovenië die twee jaar na de onafhankelijkheid van start ging. De wedstrijd wordt jaarlijks verreden in mei en/of juni. De meerdaagse wedstrijd telt vijf etappes. Na de invoering in 2005 van de UCI Europe Tour maakte deze wedstrijd daar deel van uit in de categorie 2.1. Sinds de invoering in 2020 van de UCI ProSeries maakt de wedstrijd hier deel van uit als 2.Pro-wedstrijd.

## Lijst van winnaars

### Meervoudige winnaars
| Overwinningen | Renner        | Jaren      |
| ------------- | ------------- | ---------- |
| 2             | Mitja Mahorič | 2003, 2004 |
| 2             | Jure Golčer   | 2006, 2008 |
| 2             | Primož Roglič | 2015, 2018 |
| 2             | Diego Ulissi  | 2011, 2019 |
| 2             | Tadej Pogačar | 2021, 2022 |

### Overwinningen per land
| Overwinningen | Land                                                                   |
| ------------- | ---------------------------------------------------------------------- |
| 14            | Slovenië                                                               |
| 6             | Italië                                                                 |
| 2             | Rusland, Polen                                                         |
| 1             | Denemarken, Duitsland, Estland, Kroatië, Noorwegen, Portugal, Zimbabwe |

1993 · 1994 · 1995 · 1996 · 1997 · 1998 · 1999 · 2000 · 2001 · 2002 · 2003 · 2004 · 2005 · 2006 · 2007 · 2008 · 2009 · 2010 · 2011 · 2012 · 2013 · 2014 · 2015 · 2016 · 2017 · 2018 · 2019 · 2020 · 2021 · 2022 · 2023 · 2024 · 2025